# Khndzoruti Jrambar
Khndzoruti Jrambar är en reservoar i Armenien. Den ligger i den nordöstra delen av landet, 100 kilometer nordost om huvudstaden Jerevan. Khndzoruti Jrambar ligger 1 205 meter över havet.
I omgivningarna runt Khndzoruti Jrambar växer i huvudsak lövfällande lövskog. Runt Khndzoruti Jrambar är det ganska tätbefolkat, med 70 invånare per kvadratkilometer.